# Katholieke Kerk in Nepal

Nepal

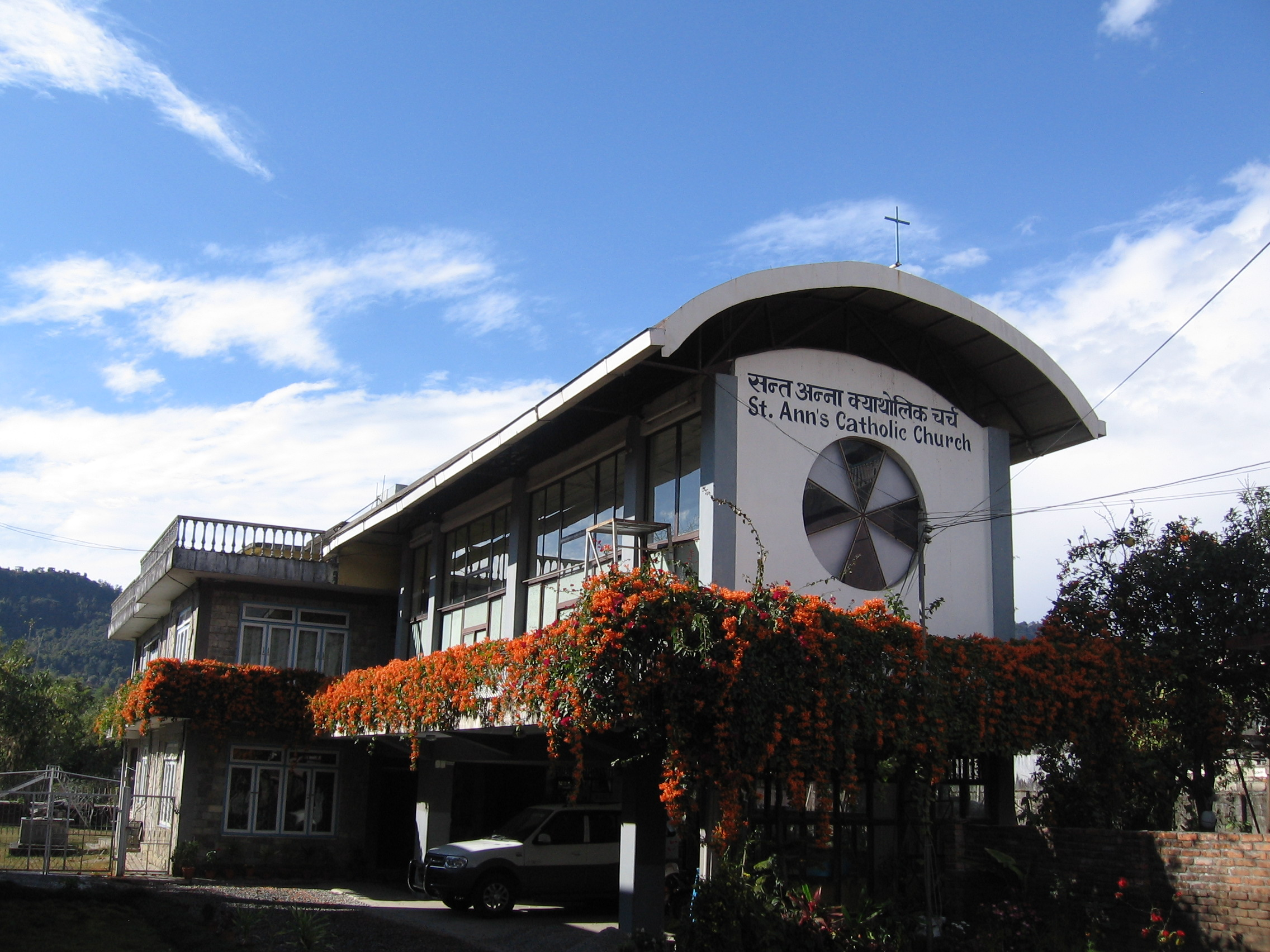
Sint-Annakerk in Pokhara

De Katholieke Kerk in Nepal maakt deel uit van de wereldwijde Katholieke Kerk, onder het leiderschap van de paus en de Curie.
In 1983 werd voor Nepal een missiegebied sui iuris gecreëerd en in 1996 volgde het statuut van apostolische prefectuur. Op 10 februari 2007 verhief paus Benedictus XVI de prefectuur tot apostolisch vicariaat en benoemde hij bisschop Anthony Sharma tot vicaris. Sharma was hiermee de eerste Nepalese bisschop binnen de Rooms-Katholieke Kerk. In 2011 waren er circa 10.000 katholieken in Nepal.
Apostolisch nuntius voor Nepal is sinds 13 september 2021 aartsbisschop Leopoldo Girelli, die tevens nuntius is voor India.